# Джеймс Лукас Скот
Джеймс „Джейми“ Лукас Скот (на английски: James Lucas Scott) е измислен герой от телевизионния сериал One Tree Hill. Ролята се изпълнява от Джаксън Бръндидж.
Джейми Скот е роден на 13 юни 2007 г. в Трий Хил, Северна Каролина, САЩ и живее в родния си град. Той е син на Нейтън Скот, бивш баскетболист и Хейли Джеймс Скот, учителка и бивша вокалистка. Първото му име, Джеймс, идва от моминското име на майка му: Хейли Джеймс Скот, а второто – Лукас, от това на чичо му, Лукас Скот.
Джейми Скот се появява в последния епизод на 4-ти сезон на сериала, при завършването на гимназията на Трий Хил, когато Хейли се опитва да държи реч и е един от главните герои от 5-и до последния, 13-и сезон.